# Христіан Фредерік Еклон
Христіан Фредерік Еклон (дан. Christian Frederik Ecklon; 17 грудня 1795, Обенро, Данія, — 1868, Кейптаун, Капська колонія) — данський ботанік, знаний завдяки своїм дослідженням флори Південної Африки

## Біографія
Народився в сім'ї м'ясника. Навчався в Кільському університеті, згодом став фармацевтом. У 1823 році вперше вирушив до Південної Африки, де працював фармацевтом. Водночас Еклон збирав зразки південноафриканських рослин і до 1828 року, коли повернувся до Європи, вже мав досить об'ємну ботанічну колекцію. У 1829 році він разом з Філіпом Цейгером знову вирушив до Африки. Після повернення у 1833 році вони почали обробку зразків зібраних ними рослин. У 1838 році Еклон втретє поїхав до Південної Африки. Помер у 1868 році у Кейптауні.
Гербарій Еклона було розпродано в різні університети Європи. Основну його частину придбав Кільський університет (KIEL). Також багато зразків придбав Фердинанд Мюллер і вони зберігаються у Королівських ботанічних садах в Мельбурні (MEL).

## Окремі наукові роботи
- Ecklon, C.F. (1827). Topographisches Verzeichniss der Pflanzensammlung von C. F. Ecklon. 44 p.
- Ecklon, C.F.; Zeyher, K.L.P. (1834–1837). Enumeratio plantarum africae australis extratropicae. 400 p.

## Роди, названі на честь Х. Еклона
- Ecklonea Steud., 1829, nom. illeg. [syn.  Trianoptiles Fenzl ex Endl., 1836]
- Ecklonia Hornem., 1828